# قينو بن جشم ملك قيدار
قينو بن جشم بن شهر ملك عربي، وأحد ملوك مملكة قيدار، أبوه هو الملك جشم العربي المذكور في التوراة والذي قاوم عمل إعادة بناء سور اورشليم في أيام نحميا. لم تذكر المصادر التاريخية الكثير عن الملك قينو سوى أنه يظن أن الإناء الذي عثر عليه بمصر في موضع يقع على مسافة اثني عشر ميلًا إلى غرب الإسماعيلية، وقد دون عليه اسم شخص يدعى قينو بن جشم ملك قيدار هو ابن جشم المعاصر لنحميا، وعلى ذلك يكون أحد ملوك قيدار، الإناء الفضي الذي يُعتقد أنه يعود إلى القرن الخامس ق‌.م. في تل المسخوطة بمصر يحمل النقش الآرامي التالي: «قينو بار ابن جشم ملك قيدار».
كان مملكة القيداريين أول من سموا ب«العرب» كشعب وتم تسميتهم من قبل الاشوريين وأول لفظ لكلمة عربي كان لشخصية «جنديبو العريبي» في نص للملك شلمنصر الثالث أثناء ذكره لأحد المعارك الذي خاضها ضد تحالف وكان جنديبو العريبي مشارك بجيشه مع التحالف، ويعود تاريخ النص إلى مرحله قبل نشأة مملكة قيدار.
امتد نفوذ مملكة قيدار من عاصمتها دومة الجندل إلى الحدود الغربية لبابل كما غزت مناطق جنوب سوريا وشرق الأردن وامتدت سلطتها إلى المناطق المسكونة من جبل بشري وحدود دمشق، وعثر في مدينة بيتوم (تل المسخوطة) على آنية فضية نقش عليها اسم قينو بن جشم ملك قيدار تدل على امتداد نفوذ المملكة إلى شرقي مصر في نهاية القرن الخامس قبل الميلاد، وهو ما يدعم ما ذكره المؤرخ هيرودوت من أن قبائل قيدار عاشت في شمالي سيناء وشرقي الحدود المصرية.